# DJ Boston
Dj Boston (nome artístico de Sergei Ledovsky; Krasnokamensk, Rússia, 26 de Março de 1983) é um compositor e artista de música electrónica, produtor e DJ, que trabalha com os géneros musicais de pop, house, techno e hip-hop.

## Biografia
Compôs um remix da banda sonora do filme russo Guest from the future, música essa composta pelo russo Eugene Krylatov, usando as amostras vocais do filme original. Autor do remix da música popular «My Sun», escrita pela banda rock bielorrusso. Este remix foi lançado pela gravadora bielorrussa na compilação Golden TOP 20's. Winter 2006. Autor do remix da m´suica da banda Baby(track has got to the top-hits of the year 2006 radio.
Em 2006, Dj Boston participou no projecto bielorrusso e brasileiro, "Viva Brasília". No mesmo ano, organizou uma turnê na Bielorrússia e gravou um CD com Ellen Mendonça, «DJ Boston feat. Ellen Mendonça».
Em 2012 DJ Boston juntou uma banda de rap "Switter Boys" com o nome Sergio "BOSTONBOY" como o sua co-autor e compositor. O projeto foi criado em julho de 2012, quando foi anunciado que Jennifer Lopez estava vindo para Minsk. Em honra de chegada dela à Bielorrússia pela primeira vez "Switter Boys"  fez um vídeo  Switter Boys - I love you, Jennifer Lopez! e colocou na Internet. Os membros da banda também conheceram dela pessoalmente e fotograforam com a cantora em frente a entrada do hotel onde ela ficou, ao mesmo tempo realizando a sua própria versão da canção de Jennifer "Goin 'In" com um acordeão e balalaika. No entanto, Jennifer Lopez foi especialmente impressionado com o acordeão e ópera assinatura usado pela banda durante a performance, que ela anunciou pessoalmente  na Video Conferencia  Dance Again World Tour durante a Vídeo Conferência Dance Again World Tour.
Também em antecipação ao jogo de futebol entre "BATE" (Bielorrússia) e "Valencia" (Espanha), a banda postou na internet vídeo apoio  Switter Boys - "Bate" got the power!. O vídeo fez sucesso e chegou ao prime- notícias em tempo na TV Canal Nacional ONT ONT. No entanto, alguns fãs de futebol e jornalistas esportivos viu outra mensagem na música - em particular, a resposta ao comentário do famoso comentador desportivo russo Vasily Utkin sobre Futebol Club bielorrusso "BATE" e seu treinador Viktor Goncharenko.
Em 25 de outubro de 2012 grupo popular bielorrussa "Akute" com a participação de DJ Boston introduziu na Internet um novo single do álbum "Igolki", a faixa-título de que era uma versão remix de sua canção "Adzіnotstva" feita por Dj Boston.

## Discografia
Álbuns
- 2002 —  Web-Design; Time of the Year[13] (adult contemporary melancholic mix).
- 2004 —  Montevideo; Silence on the radars[14] (remix).
- 2006 —  Dj Boston feat. Ellen Mendonca.[15]

Singles
- 2002 — J:Морс – Gray Shadow "Time of the year" (DJ Boston Adult Contemporary Melancholic Mix)
- 2003 — Remake from the original movie theme "Guest from the future" (DJ Boston remake)
- 2004 — J:Moрс - Montevideo "Silence on the radars" (DJ Boston remix)
- 2004 — J:Морс - Albion (DJ Boston Arctic sunshine mix)
- 2004 — J:Морс - 100 roads “Stop! Stop!“(DJ Boston remix)
- 2005 — J:Moрс - My sun (DJ Boston remix)
- 2006 — J:Moрс - Princess (DJ Boston remix)
- 2007 — Remake from the original movie theme "Walking the streets of Moscow" (DJ Boston remake)
- 2009 — J:Moрс - Super Mario (DJ Boston remix)
- 2010 — Remake from the original movie theme "Santa-Barbara" (DJ Boston Remix)
- 2011 — Lynyrd Skynyrd - Sweet Home Alabama (DJ Boston remix)
- 2012 — J:Moрс — Mamonov (DJ Boston remix)
- 2012 — Switter Boys - I love you, Jennifer Lopez!
- 2012 — Switter Boys - "BATE" Got The Power (DJ Boston mix)
- 2012 — Akute - Loneliness (Adzinoztva) (DJ Boston radio edit mix)
- 2013 — Dj Boston & Siberia - Speed Rider[16]
- 2013 — Dj Boston & Siberia - Memories[17]
- 2013 — Dj Boston & Siberia - Home[18]

Compilations
- 2005 — J:Mors “My sun. True story 2000-2005” (“My sun” (remix Dj Boston)).
- 2005 — Compilation «Golden TOP 20's. Winter 2006».

## Videos
- 2012 — Switter Boys - I love you, Jennifer Lopez!
- 2012 — Switter Boys - "Bate" got the power!
- 2013 — Siberia - Speed Rider

## Artigos
- DJ Boston feat. Ellen Mendonca. Musical newspaper .
- First belorussian-brazilian album. “Tuzin Gitou”.
- «Bessame mucho»: kiss me harder! Newspaper Belarus Today.
- Brazilian singer and belorussian dj have recorded the CD album.
- Brazilian singer and belorussian dj have recorded the CD album.[ligação inativa] Source:BelaPAN.
- «Bessame mucho»: kiss me harder!
- The singer from Brazil in "Jazz-lunch"
- Belorussian top-chart
- Santa-Barbara (Dj Boston remix)
- Lynyrd Skynyrd - Sweet Home Alabama (Dj Boston remix)
- Brazilian singer and Belorussian Dj recorded a joint album
- Jennifer Lopez: Belorussian Love
- Switter Boys - I love you, Jennifer Lopez!
- "I love you, Jennifer Lopez!" on Belorussian National TV Channel "BT"
- SwitterBoys@Belorussian National TV Channel "BT"
- "БАТЭ GOT THE POWER!
- Switter Boys - "Bate" got the power!
- BATE Body Paint Kick TV
- DJ Boston на JunoDownload
- Jennifer Lopez meets Belorussian musicians
- «Switter Boys» supports BATE with naked chest
- Jennifer Lopez brings to Belarus her boyfriend and 75 people
- Jennifer Lopez in Minsk!
- Akute played in Brazil
- Akute presented a new single album "Igolki"[ligação inativa]
- Akute played in Brazil
- Akute played in Brazil
- Brazilian-Belorussian single album Akute